# Neurologisches Zentrum Rosenhügel

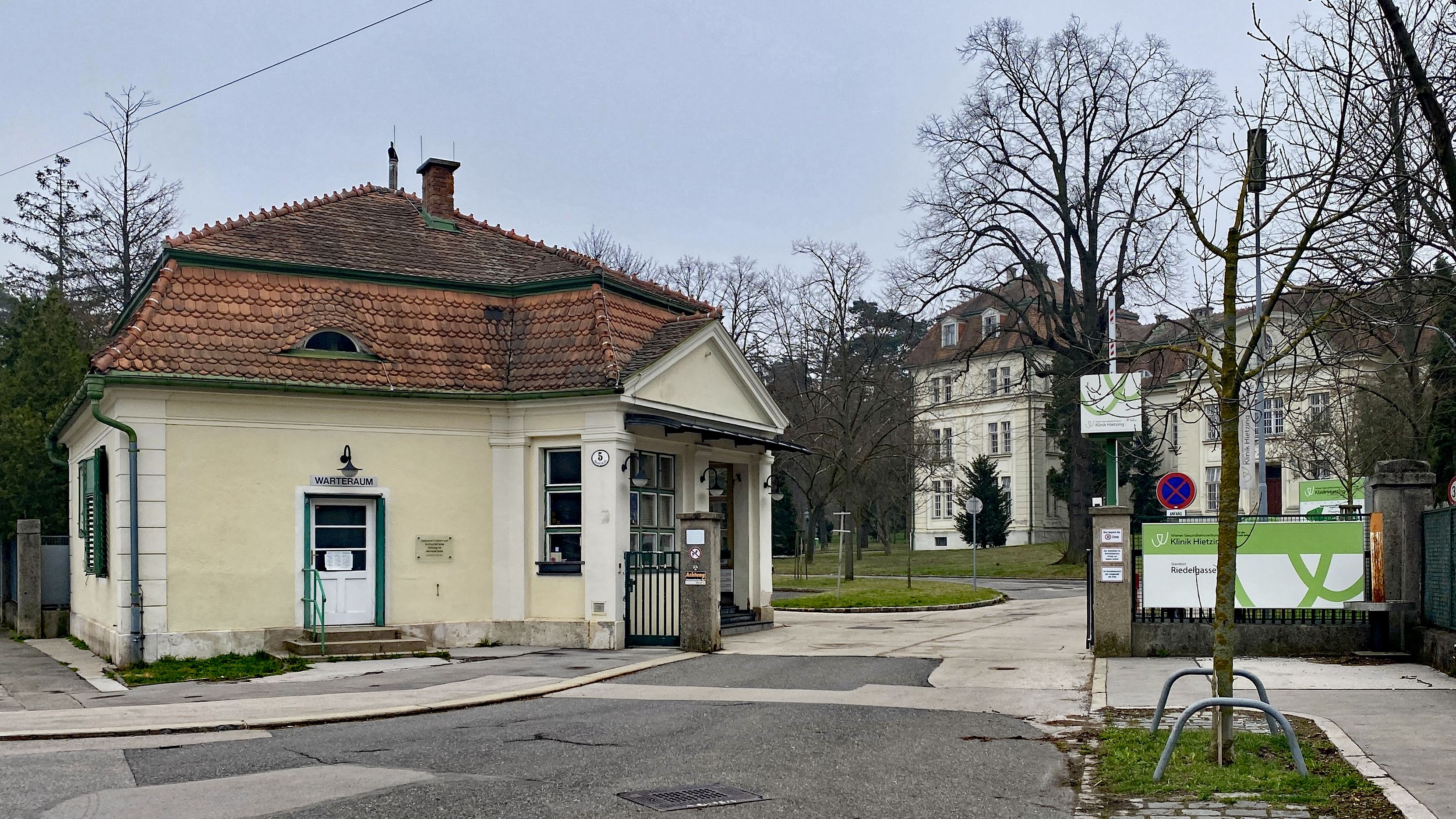
Haupteingang mit Pförtnerhaus

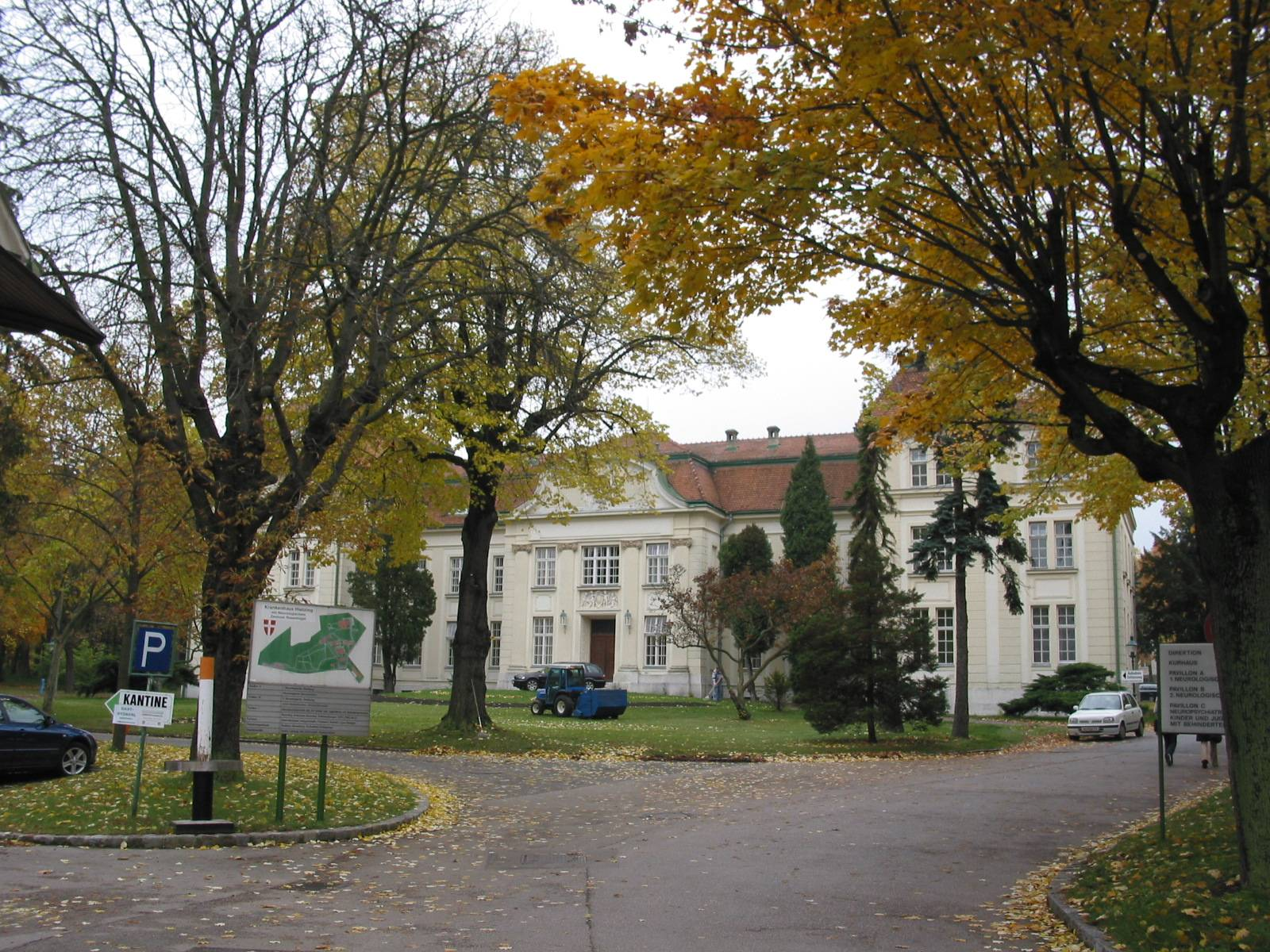
Administrationsgebäude

Die Nathaniel Freiherr von Rothschild’sche Stiftung für Nervenkranke – Neurologisches Zentrum der Stadt Wien – Rosenhügel in der Riedelgasse 5 im 13. Gemeindebezirk, Hietzing, verwaltet vom kommunalen Wiener Gesundheitsverbund, ist nunmehr Teil des Klinik Hietzing genannten Spitalsbetriebes. Das Zentrum geht auf eine Anfang des 20. Jahrhunderts von Nathaniel Freiherr von Rothschild gegründete Stiftung zurück.

## Geschichte

### Nathaniel Freiherr von Rothschild’sche Stiftung für Nervenkranke
Die Nervenheilanstalt Rosenhügel beruht auf einer Stiftung von Nathaniel Freiherr von Rothschild aus dem Jahr 1900. In einem mit 4. Februar datierten Nachtrag zu seinem Testament bestimmte er ein Kapital von 20 Millionen Kronen zur Errichtung einer Stiftung, deren jährliche Zinsen (etwa 800.000 Kronen) für Bau und Betrieb von Anstalten für Nervenkranke aufgewendet werden sollten.
Diese Anstalten sollten in oder in der Nähe von Wien errichtet werden und mittellose Nervenleidende (aber keine Geisteskranke, unheilbare Epileptiker und Patienten mit anatomischen Erkrankungen des Gehirns und Rückenmarks) behandeln. Die Religion durfte bei den aufgenommenen Patienten, Ärzten und sonstigem Personal keine Rolle spielen. Es musste sich lediglich um österreichische Staatsbürger handeln.
Als Bauplatz wurde ein Grundstück auf dem so genannten Rosenhügel ausgewählt. Allerdings befand sich dieses nicht auf dem Stadtgebiet von Wien, sondern im an die Stadt angrenzenden Mauer. Mit Zustimmung der Gemeinde Mauer wurde das Areal in Wien eingemeindet, was auch die Frage der Trinkwasserversorgung und der Kanalisation löste. Der Kaufvertrag wurde am 5. Mai 1908 abgeschlossen, wodurch die Wiener Katastralgemeinde Rosenberg entstand.
Im Stiftsbrief hatte von Rothschild festgelegt, dass die Nervenheilanstalten nicht in einem großen Gebäude untergebracht, sondern nach dem Pavillonprinzip errichtet werden sollten. Am Bau waren namhafte Architekten beteiligt:
- Ferdinand Fellner und Hermann Hellmer: Direktionsvilla, Administrationsgebäude, Koch- und Waschküche, Wirtschaftshof

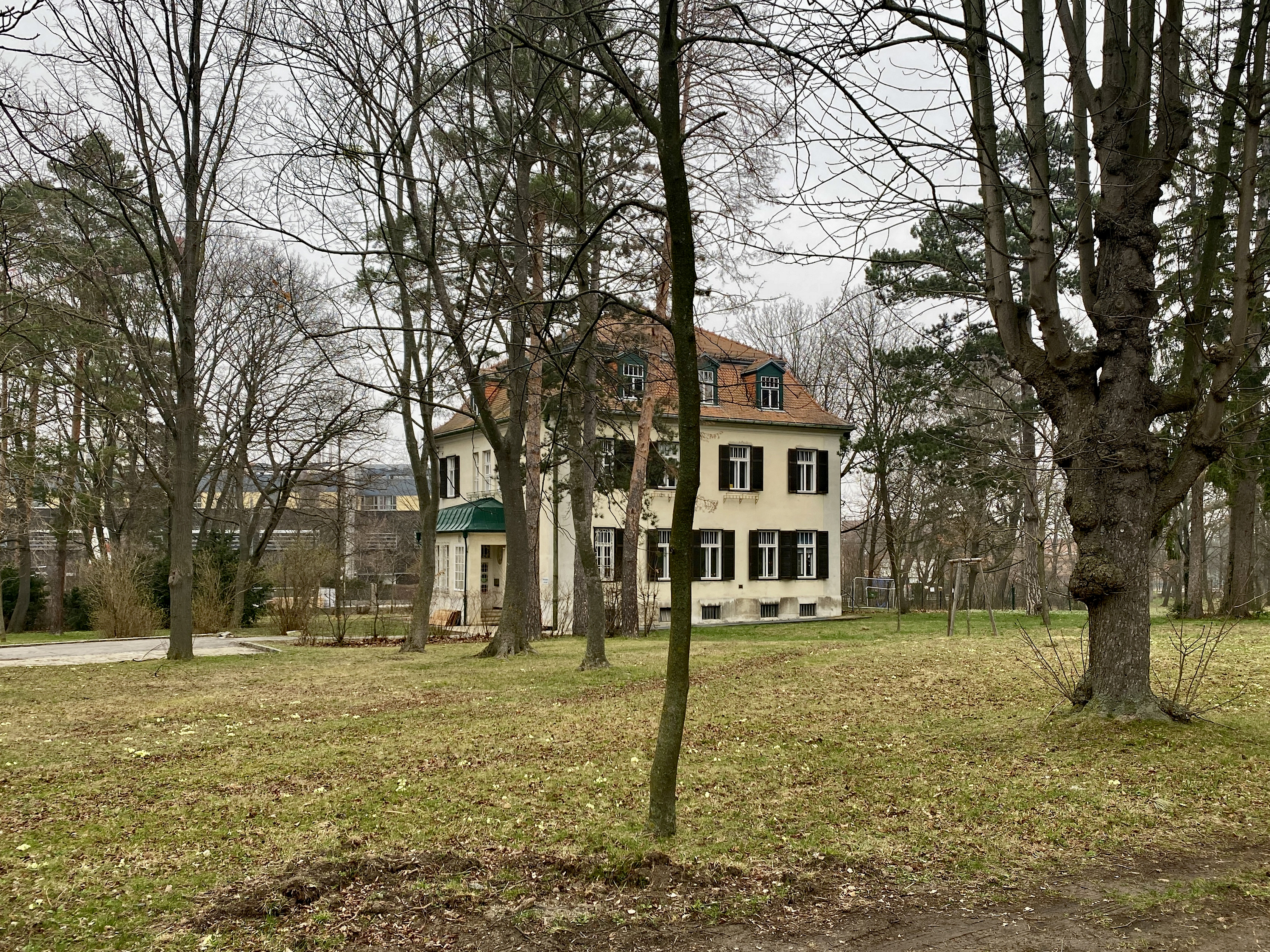
Direktionsvilla
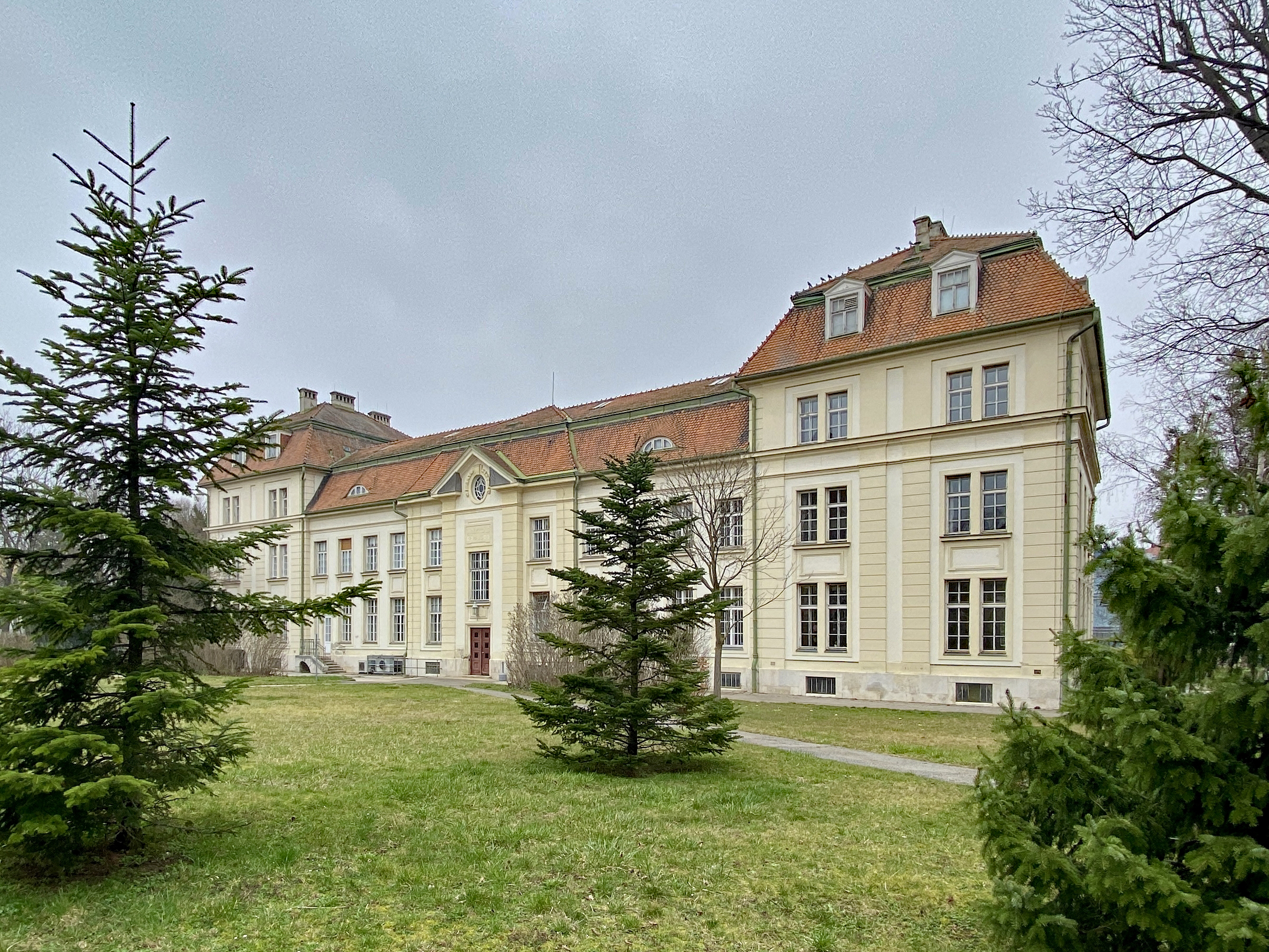
Administrationsgebäude
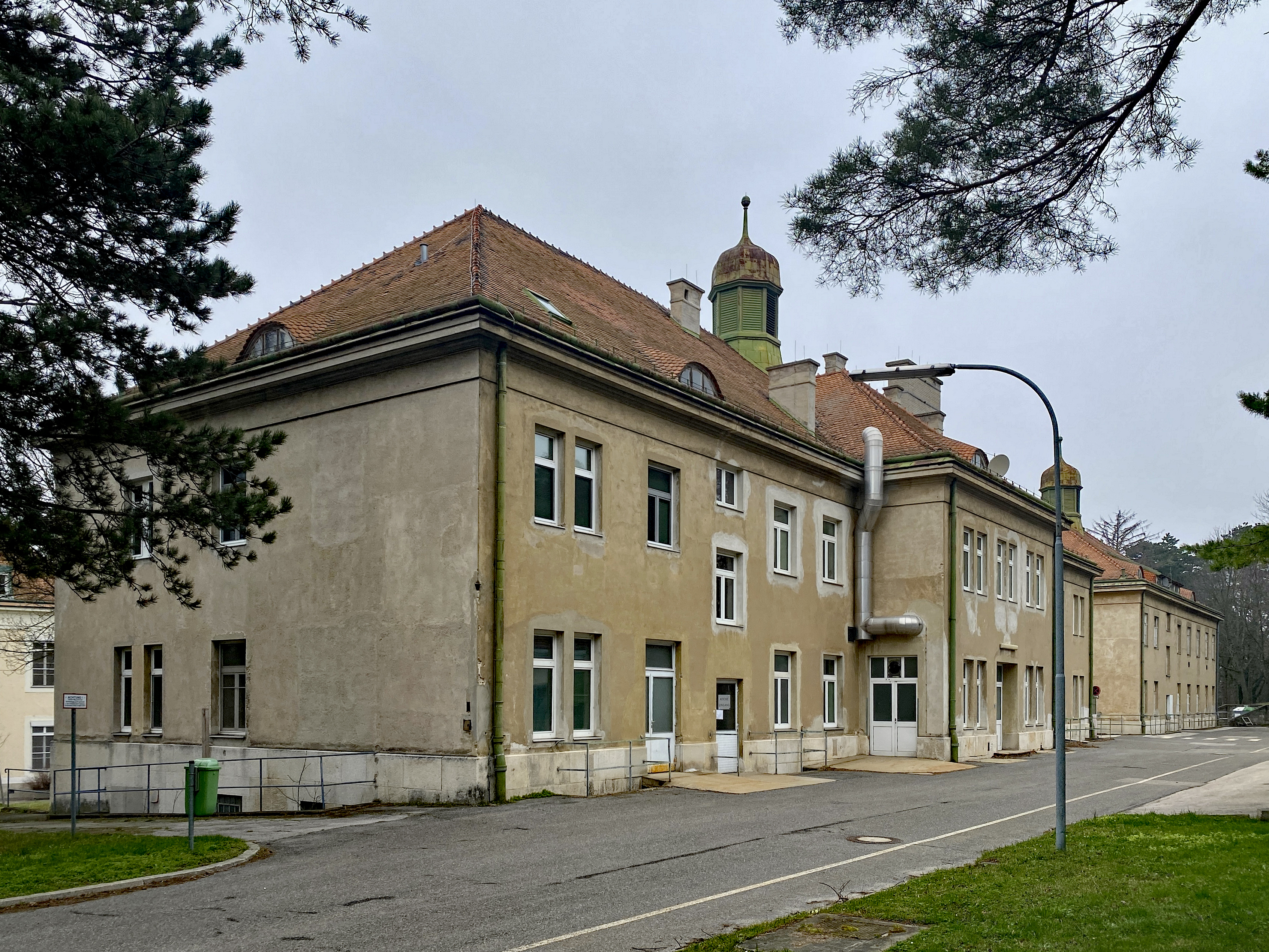
Koch- und Waschküche
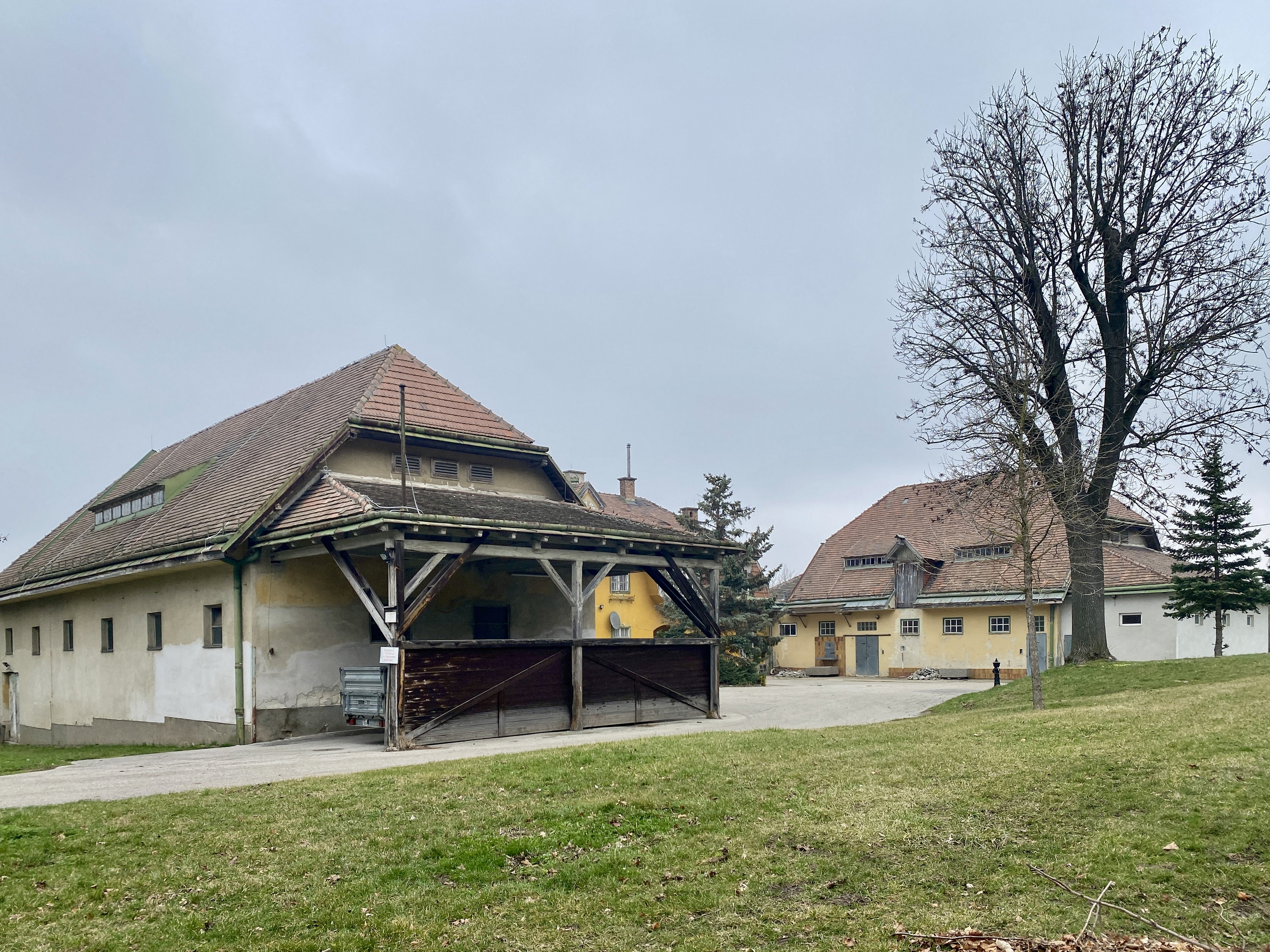
Wirtschaftshof

- Franz Freiherr von Krauss und Josef Tölk: Kurmittelhaus, zwei (von sechs geplanten) Krankenpavillons

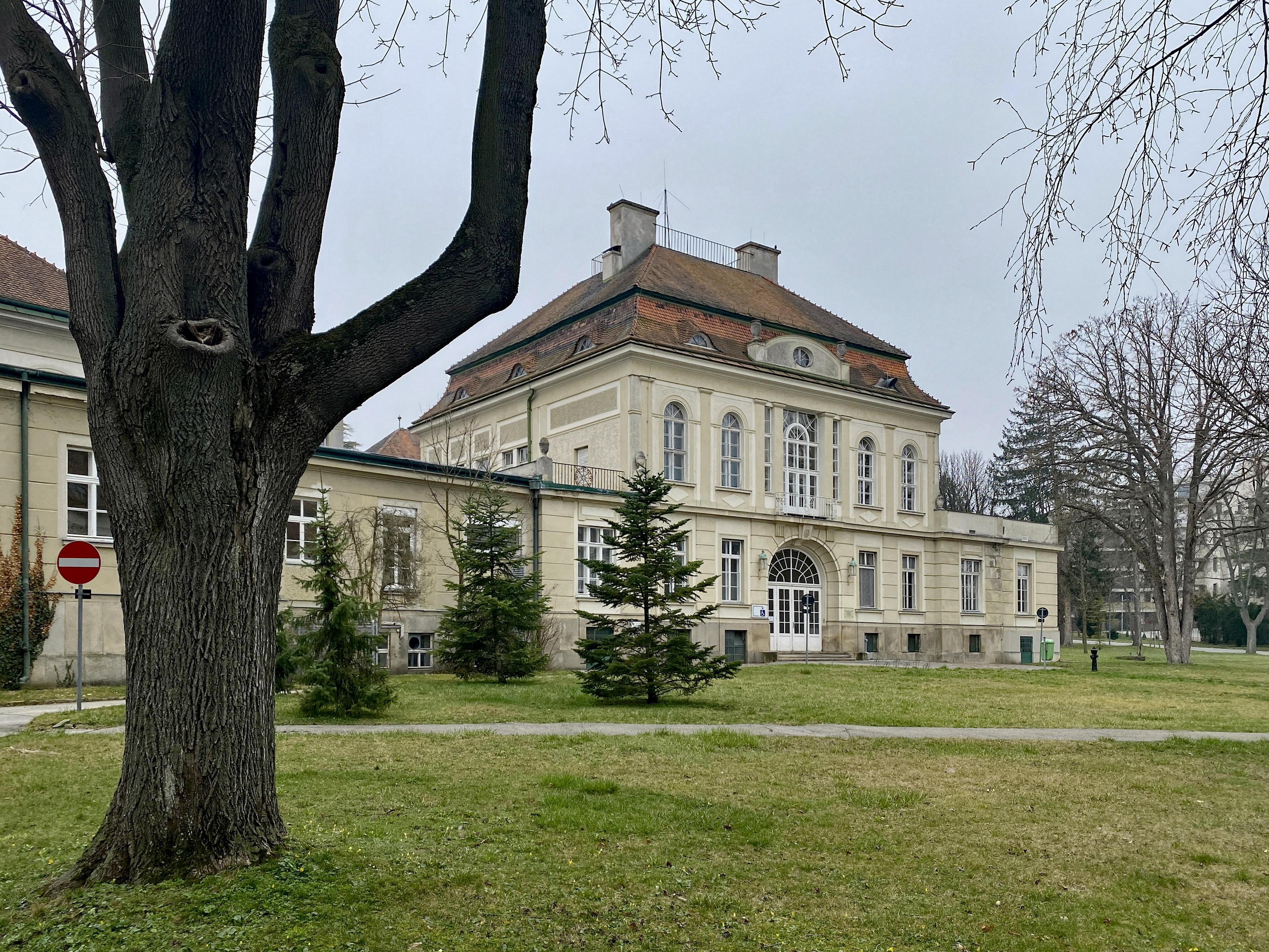
Kurmittelhaus
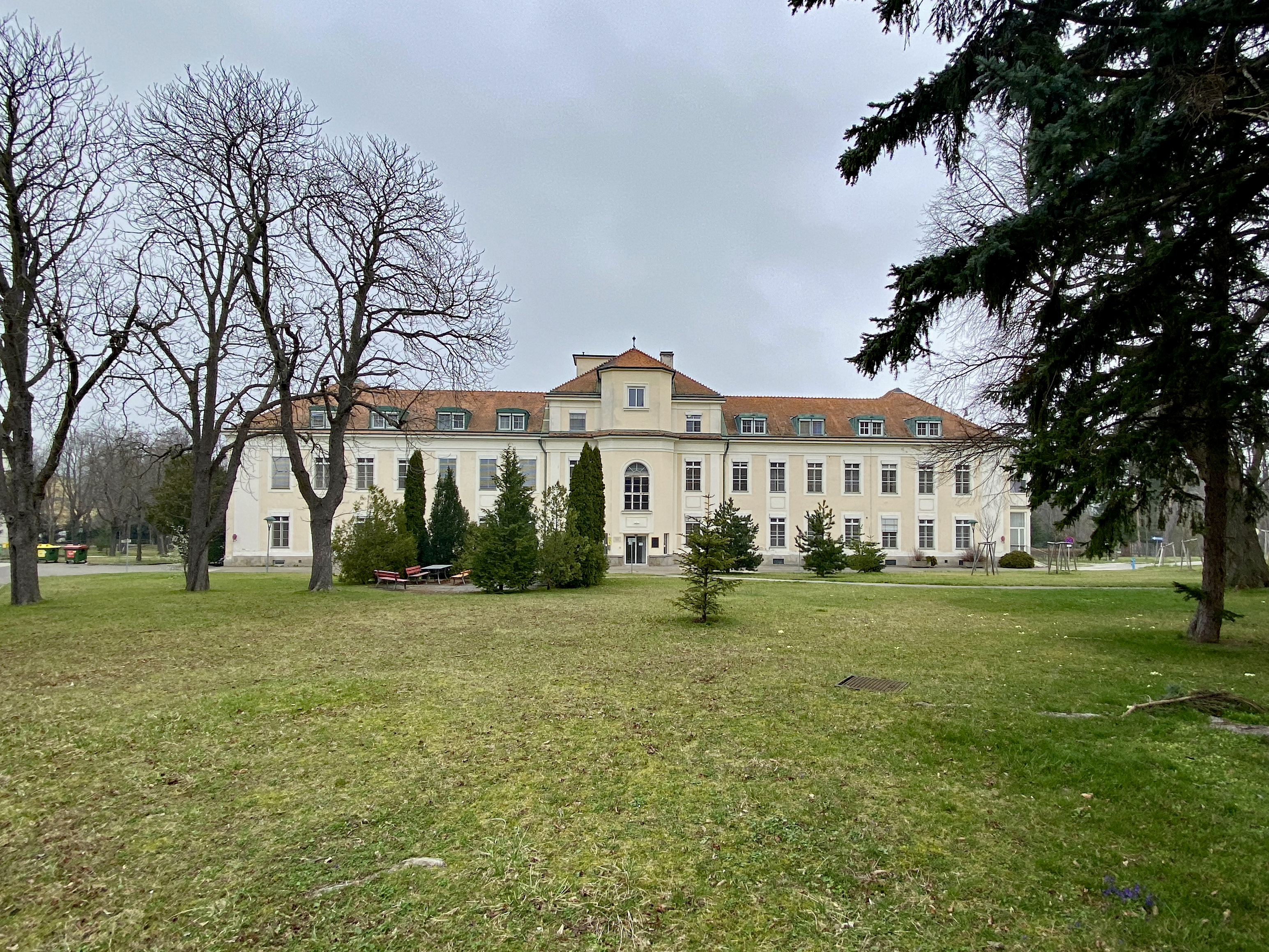
Pavillon A
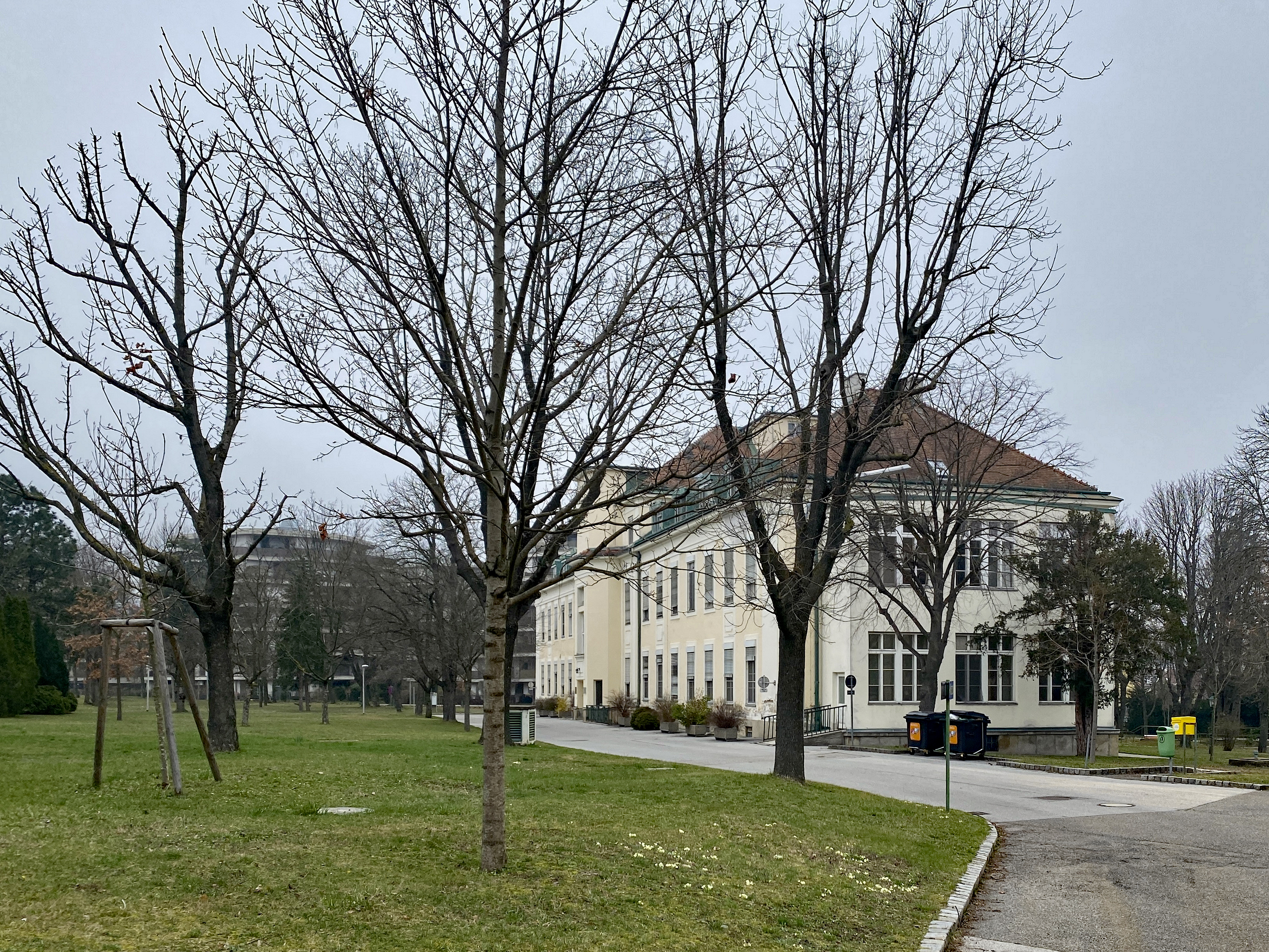
Pavillon B

Am 15. Juli 1912 bezogen die ersten Patienten die neue Heilanstalt, die über 92 Betten verfügte.

### Erster Weltkrieg
Während des Ersten Weltkrieges diente die Klinik als Lazarett. Am 31. Juli 1914 beschloss das Kuratorium der Stiftung, die Nervenheilanstalt Rosenhügel (92 Betten) und das ebenfalls in Besitz der Stiftung befindliche Maria-Theresien-Schlössel (66 Betten) dem Kriegsministerium der Donaumonarchie zur Verfügung zu stellen. Als Vereins-Filial-Spitäler wurden sie dem Kaiser-Jubiläums-Spital (später: Krankenhaus Lainz) angeschlossen und dem Roten Kreuz unterstellt. Die erste Belegung mit Verwundeten erfolgte am 2. September 1914.
Mit 10. Dezember 1914 wurde die Krankenanstalt Rosenhügel zum Spezialspital für Verletzungen und Erkrankungen des Nervensystems bestimmt. Am 22. Februar 1915 wurde die Angliederung der beiden Heilanstalten der Nathaniel Freiherr von Rothschild’schen Stiftung für Nervenkranke an das Kaiser-Jubiläums-Spital rückgängig gemacht, sie wurden danach als selbständige Spezialspitäler vom Roten Kreuz für nervenverletzte und nervenkranke Militärpersonen weitergeführt. Anfänglich übernahm die Stiftung die Kosten für die Verpflegung der leicht verletzten, rekonvaleszenten und erkrankten Offiziere und Soldaten. Erst als nach wiederholtem Drängen des Kriegsministeriums die Bettenzahl auf dem Rosenhügel auf 300 und im Maria-Theresien-Schlössel auf 200 gesteigert worden war, wurden Verpflegungsgebühren verrechnet.

### Inflation
Da die Inflation das Stiftungskapital aufzehrte, wurden Änderungen der ursprünglichen Widmung notwendig und auch die Höhe der Verpflegungsgebühren musste den Selbstkosten angepasst werden. Mit den Krankenkassen wurden die entsprechenden Verträge abgeschlossen. Außerdem wurden aus wirtschaftlichen Gründen nun auch – den ursprünglichen Satzungen der Stiftung widersprechend – Patienten mit organischen Hirn- und Rückenmarksleiden aufgenommen.

### Zeit des Nationalsozialismus
Nach dem Anschluss Österreichs an das Dritte Reich erfolgte am 19. Dezember 1938 durch eine Verfügung des Stillhaltekommissars für Organisationen, Vereine und Verbände die Auflösung der Nathaniel Freiherr von Rothschild’schen Stiftung für Nervenkranke. Das Vermögen – das so genannte Maria-Theresien-Schlössel und die Nervenheilanstalt Rosenhügel – wurde der Gemeinde Wien unter der Bedingung zugeteilt, dass in beiden Heilanstalten weiterhin Nervenkranke zu behandeln und die Bediensteten der Stiftung von der Gemeinde Wien weiter zu beschäftigen seien. Vom Areal der seit dem 27. Jänner 1939 städtischen Nervenheilanstalt Rosenhügel wurden mehr als 67.000 Quadratmeter an die Wien-Film GmbH verkauft.
Die Nervenheilanstalt diente während des Zweiten Weltkrieges als Lazarett mit 400 Betten mit dem Schwerpunkt Nervenerkrankungen.

### Nach 1945
Durch Bombenangriffe und die Bodenkämpfe während der Schlacht um Wien wurde die Heilanstalt schwer beschädigt. Dennoch konnte nach der Auflösung des militärärztlichen Betriebs am 15. Mai 1945 wieder der zivile Betrieb aufgenommen werden.
Im Jahr 1952 wurde hier die erste österreichische Schlaganfallstation eröffnet.
Die Wiener Landesregierung beschloss am 24. Juli 1956, die Nathaniel Freiherr von Rothschild’sche Stiftung für Nervenkranke mit den Nervenheilanstalten Rosenhügel und Maria Theresien Schlössel als Rechtspersönlichkeit wiederherzustellen. Mit der Verwaltung der Stiftung wurde der Magistrat der Stadt Wien beauftragt.
1957 wurde Heinrich Gross Primarius der Institution. Gross war während der Zeit des Nationalsozialismus an der Ermordung behinderter Kinder beteiligt gewesen, konnte aber gleichwohl ab 1951 wieder Karriere machen. Heinrich Gross hatte von 1951 bis 1955 eine Fachausbildung an der Nervenheilanstalt Rosenhügel absolviert.

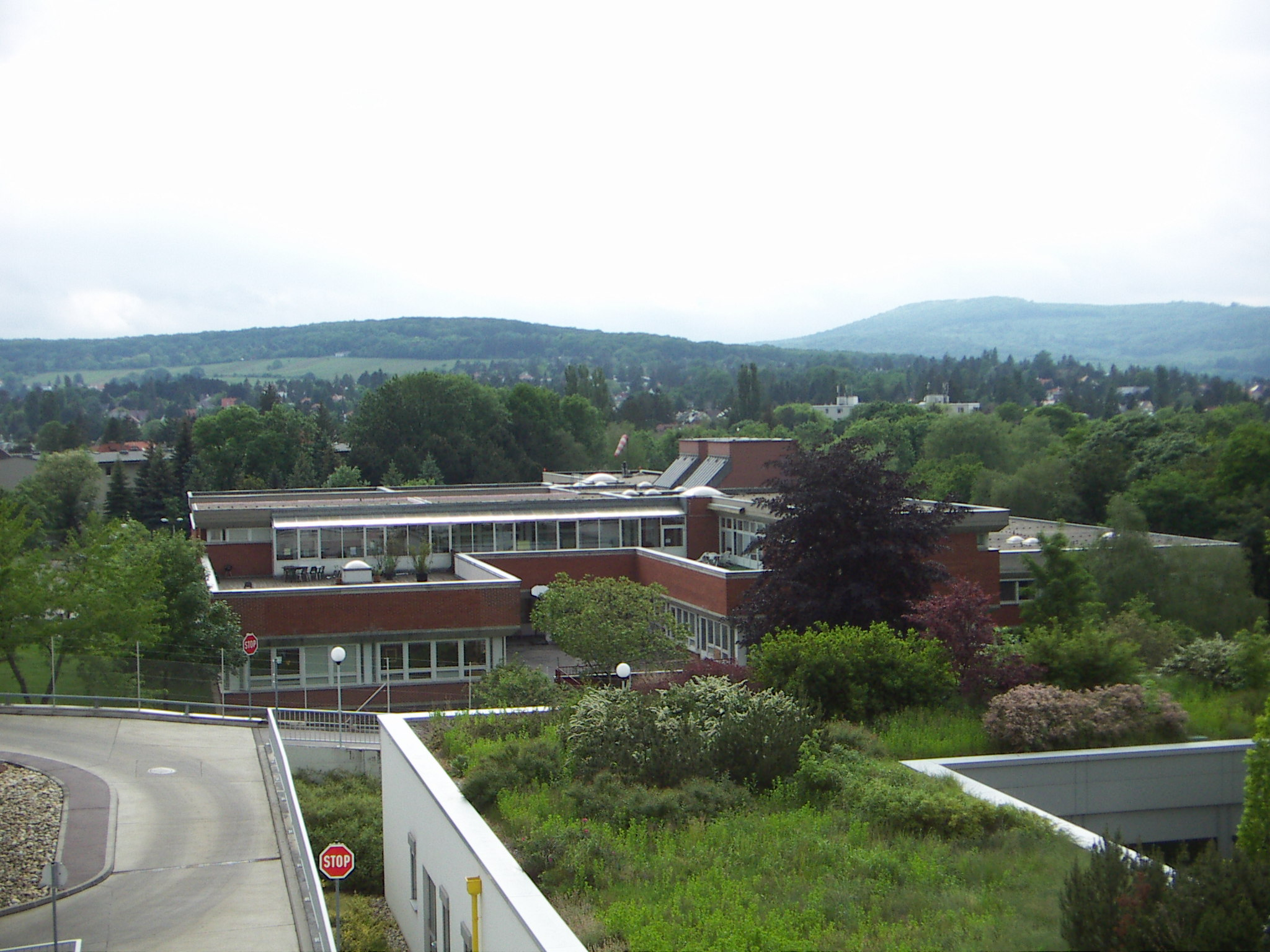
Neurologisches Krankenhaus Rosenhügel, Abteilung für Kinder und Jugendliche mit Behindertenzentrum. Architekten: Rupert Falkner und Anton Schweighofer, 1971–1974

### Neurologisches Krankenhaus der Stadt Wien – Rosenhügel
Die Umbenennung der Nervenheilanstalt Rosenhügel in Neurologisches Krankenhaus der Stadt Wien – Rosenhügel (NKR) erfolgte im Jahr 1966.
Am 1. April 1975 wurde unter Andreas Rett die Abteilung für entwicklungsgestörte Kinder (später: Neurologische Abteilung für Kinder und Jugendliche mit Behindertenzentrum) eröffnet.
Von 1971 bis 1974 wurde nach den Plänen der Architekten Rupert Falkner und Anton Schweighofer der Pavillon C des Neurologischen Krankenhauses Rosenhügel errichtet.
In den folgenden Jahren folgten weitere Eröffnungen:
- Modellstation für Neurologische Frührehabilitation an der I. Neurologischen Abteilung (1. Februar 1992)
- Eröffnung einer Intermediärstation an der II. Neurologischen Abteilung (Dezember 1992)
- Präoperative Epilepsiediagnostik an der II. Neurologischen Abteilung (1993)
- Hubschrauberlandeplatz (1994/1995)
- Stroke-Unit-Station an der I. Neurologischen Abteilung (April 1996)

Im März 1993 wurde die Neurologische Überwachungsstation der I. Neurologischen Abteilung als Neurologische Intensivstation anerkannt. Am 1. August 1994 wurde diese Intensivstation als Ausbildungsstätte für die ergänzende spezielle Ausbildung auf dem Teilgebiet Intensivmedizin im Rahmen des Sonderfaches Neurologie anerkannt.

### Nathaniel Freiherr von Rothschild’sche Stiftung für Nervenkranke – Neurologisches Zentrum der Stadt Wien
Zum Gedenken an seinen Stifter wurde das Neurologische Krankenhaus Rosenhügel am 26. Oktober 2002 – dem Geburtstag Rothschilds – umbenannt in Nathaniel Freiherr von Rothschild’sche Stiftung für Nervenkranke – Neurologisches Zentrum der Stadt Wien (Kurzform NZR).
Im Zuge der organisatorischen Neugliederung der städtischen Wiener Spitäler wurde die Stiftung 2006 an das im gleichen Bezirk ca. 1 km entfernt gelegene städtische Krankenhaus Hietzing (früher Krankenhaus Lainz) angeschlossen.

### Klage eines Nachfahren
Geoffrey R. Hoguet, Urenkel von Albert Rothschild, Nathaniels jüngerem Bruder, brachte im November 2019 über seinen Wiener Rechtsanwalt Wulf Gordian Hauser am Bezirksgericht Hietzing mehrere Anträge ein, die gegen die Stadt Wien gerichtet sind. Darin sind schwere Vorwürfe enthalten. Die Stadt Wien sei „so verfahren, als ob die nationalsozialistischen Enteignungsdekrete nach wie vor aufrecht wären“. Vor 1938 war laut Stiftungsurkunde ein zwölfköpfiges Kuratorium unter Vorsitz der Familie Rothschild für die Verwaltung zuständig. Die Leitung der Stiftung war unabhängig von allen Gebietskörperschaften, es waren allerdings Vertreter der Stadt Wien und des Kronlandes Österreich unter der Enns (heutiges Niederösterreich, zu dem Wien damals noch gehörte) im Stiftungsrat vertreten. Rathausbeamte hätten im Jahr 1956 wider besseres Wissen die Statuten ignoriert und den Magistrat der Stadt Wien als Verwalterin bestellt: „Durch dieses Insichgeschäft hat die Stadt Wien sich das Stiftungsvermögen unter Verletzung des Stifterwillens treuwidrig zugeeignet, wobei die formell weiterbestehende Rechtspersönlichkeit der Stiftung nur noch eine juristische Hülle ist.“
Nationalratspräsident Wolfgang Sobotka (ÖVP) sprach sich dafür aus, die Angelegenheit noch einmal genauestens untersuchen zu lassen und die gemeinnützige Stiftung wiederum mit den ursprünglichen Statuten zu errichten, was eine erneute Präsenz des Landes Niederösterreich im Stiftungsrat bedeuten würde. Dies gebiete „der Respekt vor den Vertriebenen und Opfern des Nationalsozialismus“. Der Gesundheitsstadtrat Peter Hacker (SPÖ) nannte diese Aussagen „ungeheuerlich“: „Wir brauchen keine Nachhilfe in Geschichte. Die Stadt Wien hat immer gezeigt, wie verantwortungsvoll sie mit der NS-Geschichte umgeht“. Er unterstellte dem Land Niederösterreich und der niederösterreichischen Volkspartei, der Sobotka angehört, eigene Interessen: „Da schaut die Gier aus den Augen raus“.

## Ausstattung
Zwischen 1985 und 1994 wurde die Zahl der Betten von 341 auf 200 reduziert.
- Abteilungen:
I. Neurologische Abteilung
II. Neurologische Abteilung
Neuropsychiatrische Abteilung für Kinder und Jugendliche mit Behindertenzentrum
- Institute:
Zentralröntgen
Ludwig Boltzmann Institut für Hirnkreislaufforschung
Ludwig Boltzmann Institut für Epilepsie und neuromuskuläre Erkrankungen
- Ambulanzen:
Neurologische Ambulanz der I. Neurologischen Abteilung
Neurologische Ambulanz der II. Neurologischen Abteilung
Ambulanz der Neuropsychiatrischen Abteilung für Kinder und Jugendliche mit Behindertenzentrum[6]